# TVP2
TVP2 (TVP Dwa, Вторая программа Польского телевидения, «Dwójka» («Двойка»)) — польский общественный развлекательный телеканал. Входит в TVP.
В дополнение к SD-вещанию, также параллельно идёт вещание в формате HD. Вещание TVP2 HD началось в июне 2012 с началом UEFA Euro 2012.